# Никлас II фон Зальм-Нойбург
Граф Николаус (Никлас) II (III) фон Зальм унд Нойбург (нем. Nikolaus (Niklas) II (III) von Salm und Neuburg; ок. 1503 — 5 марта 1550, Эгер) — австрийский придворный, военачальник и дипломат.

## Биография
Сын героя обороны Вены графа Никласа I фон Зальм и Елизаветы фон Роггендорф.
Тайный советник императора Карла V и эрцгерцога Фердинанда I, глава дворцовой палаты и фельдгауптман. Был штатгальтером в Венгрии и послом к Яношу Запольяи. Венгерский король, которого, по выражению автора  «Биографического словаря Австрийской империи», Николаус Старший держал в страхе, был так очарован его сыном, что письменно титуловал его братом.

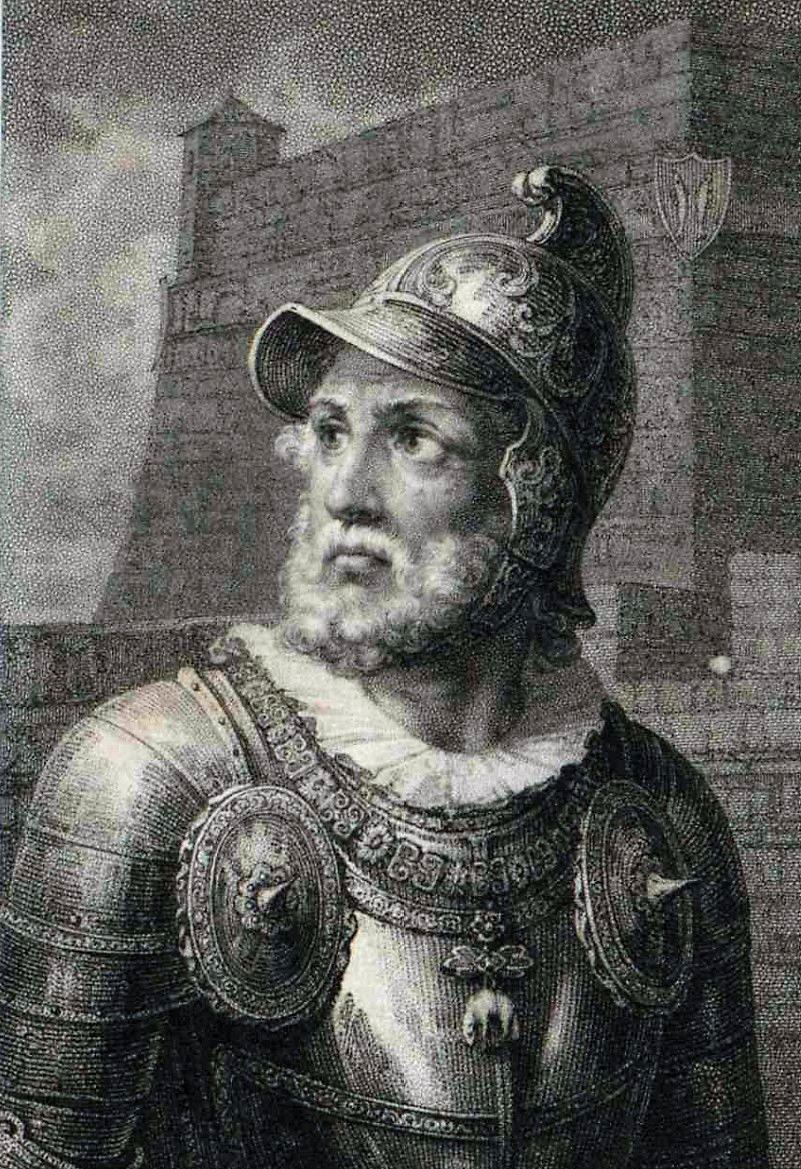
Зальм-Нойбург, Николаус II фон

В декабре 1531 на капитуле в Турне был принят в рыцари ордена Золотого руна.
Неоднократно направлялся посланником к султану Сулейману I — в 1538 году в Константинополь, в 1541-м в лагерь под осажденной Будой, один раз с Сигизмундом фон Герберштейном, учеником его отца, в другой раз со своим родственником фон Роггендорфом. На османского султана благородство фон Зальма также произвело впечатление, и он поинтересовался у послов, много ли у Фердинанда таких слуг?
21 марта 1546 Фердинанд на смену умершему в прошлом году барону Леонарду фон Фельсу назначил фон Зальма своим главнокомандующим в Венгрии и славянских землях (Oberstfeldhauptmannleutnant in Windischland) со штаб-квартирой в Дьере, но тот, в связи с окончанием австро-турецкой войны, часто отсутствовал, оставляя вместо себя заместителя Рейнпрехта фон Эберсдорфа.

## Семья
1-я жена (1524): графиня Эмилиана фон Эберштейн (1506—1540), дочь графа Бернхарда фон Эберштейна и Кунигунды фон Вальдбург цу Зонненберг
Дети:
- граф Николаус III (IV) фон Зальм унд Нойбург (1528/1530—26.11.1580). Член Рейхсхофрата и Хофкригсрата, комендант крепости Канижа. Жена 1) (1562): Катарина фон Юзенбург (1532—1574); 2) (1575): Юдит фон Польхейм (1559—1613)
- граф Эгино (ум. 7.7.1574). Капитан Прессбурга и главный капитан Рааба, участник Сигетварской битвы.  Жена 1) (1550): Катарина фон Парнштейн (Катержина из Пернштейна) (ум. 1571), дочь Яна с Пернштейна, гетмана Моравии, и Хедвики с Сельмберка; 2): Барбара (Борбала) Орсаг, дочь Ласло Орсага и Анны Пекри
- граф Юлиус I фон Зальм унд Нойбург (1531—1595). Жена 1) (ок. 1565): Эржебет Турзо де Бетленфальва (ум. 1573), дочь барона Элека I Турзо де Бетленфальва, надора Венгрии, и Магдольны Секели де Ормошд; 2) (1575): Анна Мария фон Дитрихштейн (1557—1586), дочь Сигизмунда Георга фон Дитрихштейна и Анны фон Штаремберг
- графиня Лукретия (ок. 1526—1585). Муж: Иоахим Шлик (ум. 1572), граф цу Пассау унд Вейсскирхен

2-я жена (1540): Маргит Сечи де Ферсёлендва (ок. 1524—1567), дочь Тамаша Сечи, наместника в Ваше, и Магдольны Секели де Кёвенд
Дочь:
- графиня Мария Магдалена (1548—23.7.1607). Муж (1595): Ладислав III с Лобковиц (1537—1609), маршал Венгрии

## Комментарии
1. ↑  III-й как граф фон Зальм, II-й как граф фон Нойбург